# Santa Gertrudes (Patos)
Santa Gertrudes é um distrito de Patos, município do estado da Paraíba. Foi criado em 5 de julho de 1960, pela Lei nº 409. É parte integrante da Região Metropolitana de Patos.
O distrito de Santa Gertrudes é o único que restou na cidade desde a década de 1960, quando várias comunidades na Paraíba foram transformadas em municípios. O desejo de também ser emancipado ainda é alimentado pelos quase dois mil habitantes que vivem no local, que acreditam que essa seria a oportunidade para o distrito se desenvolver. A localidade conta com uma subprefeitura inaugurada pela ex-prefeita de Patos, Francisca Motta, em 22 de julho de 2014. 
O distrito tem recebido melhorias, a exemplo de PSF, ambulância, pavimentação, abastecimento e saneamento básico; também é servido por grandes escolas e os alunos das séries não contempladas, incluindo os cursos superiores, contam com transporte escolar. Há também a coleta periódica do lixo, campo de futebol, conjunto habitacional, além de vários programas de apoio à agricultura. Um amplo programa de exploração vocacional tem sido desenvolvido, principalmente com relação ao artesanato. 

## História
As terras de Santa Gertrudes foram conquistadas pelo Sr. Josias Nóbrega (Pernambuco), e em seguida o mesmo vendeu para José Urquiza, vindo este morar numa casa de sótão, construindo logo após a primeira casa de Santa Gertrudes. Posteriormente foram construídas outras casas e um vapor que descaroçava algodão que era vendido para ser comercializado na cidade de Campina Grande, onde toda a produção era transportada a lombos de burros.
Em 1915, José Urquiza vendeu as suas terras em Santa Gertrudes para seu irmão Antônio Urquiza, quando o mesmo permaneceu como proprietário até o ano de 1954, em seguida vendendo para o Sr. José Augusto, fazendeiro da cidade de Sousa, cuja gerência pertencia a família Martins, da cidade de Pombal.
Antônio Urquiza também era proprietário de um estabelecimento comercial no campo chamado de  "barracão", onde vendia gêneros alimentícios e de primeira necessidade para toda a região.
No ano de 1932, época em que estava se construindo uma linha férrea, todo o fornecimento de alimentos para as pessoas que trabalhavam nesta referida construção era feita através do Sr. Antônio Urquiza.
Povoação
Ocorreu que no período da construção da estrada de ferro, obra esta realizada por órgãos governamentais, o governo ficou com um débito no valor de 20.000 contos de réis. Dona Custódia, esposa do proprietário do "barracão", fez uma promessa, que se recebesse a quantia da dívida, construiria uma capela e traria como imagem Santa Gertrudes, pelo fato do lugar ser chamado de Santa Gertrudes.
A construção da capela começou no ano de 1935 e terminou em 1936. Neste período havia um costume que quando se construía uma capela, a mesma teria que ser batizada, e esta teve como padrinho o Sr. Godofredo Medeiros, proprietário da Fazenda Logradouro, hoje área rural do município de São José de Espinharas. O celebrante da inauguração foi o Sr. Bispo João da Mata. Teve como primeiro padre Manoel Otaviano (1934 - 1936), e em seguida o padre Fernando Gomes, quando o mesmo recebeu a notícia que havia se nomeado bispo se encontrava em Santa Gertrudes.
Antes da construção da Igreja, as missas eram celebradas num armazém próximo ao hotel, cuja proprietária era Adélia Urquiza, irmã de Antônio Urquiza.
No final de 1937, foi colocada energia a motor, em 1938 é instalado o primeiro telefone na comunidade.
Em 1954, Zé Cândido assume o hotel que antes pertencia a Adélia Urquiza, posteriormente Expedito Nunes.
Em 1959, José Augusto arrenda suas terras para Manoel Candeia de Lucena, conhecido como Manoel Xixi, Em 1964, seu Manoel Xixi passa de arrendatário para proprietário, permanecendo até 4 de novembro de 1991.
Em 5 de julho de 1960, pela Lei nº 409, passou a categoria de distrito, cuja lei votada e aprovada na Assembleia Legislativa do Estado da Paraíba.

## Geografia
A sede
A Sede do Distrito de Santa Gertrudes, está localizado na Região Geográfica Intermediária de Patos, na Região Geográfica Imediata de Patos, Estado da Paraíba, distando 16 km de Patos e 316 km de da capital, João Pessoa.
Altitude média
245 m acima do nível do mar.
Área do distrito
206 km²
Clima
| Dados climatológicos para Santa Gertrudes (Patos) | Dados climatológicos para Santa Gertrudes (Patos) | Dados climatológicos para Santa Gertrudes (Patos) | Dados climatológicos para Santa Gertrudes (Patos) | Dados climatológicos para Santa Gertrudes (Patos) | Dados climatológicos para Santa Gertrudes (Patos) | Dados climatológicos para Santa Gertrudes (Patos) | Dados climatológicos para Santa Gertrudes (Patos) | Dados climatológicos para Santa Gertrudes (Patos) | Dados climatológicos para Santa Gertrudes (Patos) | Dados climatológicos para Santa Gertrudes (Patos) | Dados climatológicos para Santa Gertrudes (Patos) | Dados climatológicos para Santa Gertrudes (Patos) | Dados climatológicos para Santa Gertrudes (Patos) |
| Mês                                               | Jan                                               | Fev                                               | Mar                                               | Abr                                               | Mai                                               | Jun                                               | Jul                                               | Ago                                               | Set                                               | Out                                               | Nov                                               | Dez                                               | Ano                                               |
| ------------------------------------------------- | ------------------------------------------------- | ------------------------------------------------- | ------------------------------------------------- | ------------------------------------------------- | ------------------------------------------------- | ------------------------------------------------- | ------------------------------------------------- | ------------------------------------------------- | ------------------------------------------------- | ------------------------------------------------- | ------------------------------------------------- | ------------------------------------------------- | ------------------------------------------------- |
| Temperatura máxima média (°C)                     | 32,1                                              | 31,7                                              | 31,2                                              | 30,2                                              | 29,0                                              | 27,7                                              | 27,3                                              | 28,1                                              | 29,9                                              | 31,3                                              | 31,9                                              | 32,2                                              |                                                   |
| Temperatura mínima média (°C)                     | 21,8                                              | 21,8                                              | 21,9                                              | 21,7                                              | 21,4                                              | 20,5                                              | 19,6                                              | 19,5                                              | 20,3                                              | 20,7                                              | 21,2                                              | 21,5                                              |                                                   |
| Precipitação (mm)                                 | 70                                                | 138                                               | 221                                               | 196                                               | 66                                                | 30                                                | 15                                                | 3                                                 | 2                                                 | 3                                                 | 9                                                 | 20                                                | 773                                               |
| Fonte:                                            |                                                   |                                                   |                                                   |                                                   |                                                   |                                                   |                                                   |                                                   |                                                   |                                                   |                                                   |                                                   |                                                   |

Temperatura média
28,5°C.
Localização
Sertão Paraibano.
Acesso Rodoviário
- BR 230;
- BR-110.

Acesso Ferroviário
Ferrovia Transnordestina
Vegetação
Caatinga.
Rios
- Rio Santa Gertrudes;
- Rio Panati.

Açudes
- Açude Jacu

Cep Inicial
58.709-000
Cep Final
58.709-000
Codigo Correios
5060.
Latitude
-7,1000
Longitude
-37,2600
DDD
83